# تشرونا هورا
تشرونا هورا (به چکی: Červená Hora) یک منطقهٔ مسکونی در جمهوری چک است که در ناحیه ناخود واقع شده‌است. تشرونا هورا ۲٫۰۹ کیلومتر مربع مساحت و ۲۰۳ نفر جمعیت دارد و ۳۷۷ متر بالاتر از سطح دریا واقع شده‌است.